# マケドニア共和国 (1991年)

マケドニア共和国
Република Македонија (マケドニア語)

ユーゴスラビアにおけるマケドニア共和国の位置

マケドニア共和国（マケドニアきょうわこく、マケドニア語:Република Македонија）は、1991年6月7日から1991年9月8日までの短期間だけ存続したユーゴスラビア社会主義連邦共和国の構成国である。1990年、他のユーゴスラビア構成国と同様に、マケドニアでもユーゴスラビア共産主義者同盟による一党支配は放棄された。同国では初めての民主的な選挙を実施し、1991年1月27日には、キロ・グリゴロフが大統領に就任した。1991年6月7日にはそれまでの国名から「社会主義」の語を外し、名実共に非共産化された。1991年9月8日、マケドニア共和国はユーゴスラビアからの完全独立を宣言した。